# Monica May
Monica May (Lakeland, 11 de Abril de 1984) é uma atriz, bailarina burlesca e modelo estadunidense, conhecida pelo seu papel como Z, a Ranger Amarela na série Power Rangers: S.P.D.

## Biografia
May nasceu em Lakeland, quando tinha três anos de idade mudou-se com sua família para a pequena Land O' Lakes. Com doze anos, percebeu que queria se tornar atriz. Em 2005, conseguiu o papel da Ranger Amarela de Power Rangers S.P.D.

## Filmografia
| Ano  | Título                      | Personagem                                 | Notas |
| ---- | --------------------------- | ------------------------------------------ | ----- |
| 2005 | Power Rangers: S.P.D        | Elizabeth 'Z' Delgado / SPD Ranger Amarela |       |
| 2006 | Zack & Cody: Gêmeos em Ação | Cashier                                    |       |
| 2008 | Battle Planet               | Jun'hee                                    |       |

1. ↑  Monica May Online«Título ainda não informado (favor adicionar)». www.shyranger.com